# Isa Knox
Isa Knox,  född Craig, född 17 oktober 1831 i Edinburgh, död 23 december 1903, var en skotsk poet och feminist. 
Craig flyttade 1857 till London för att tillträda posten som assistant-secretary vid National Association for the Promotion of Social Science, något som blev kontroversiellt eftersom hon var kvinna. Hon avgick dock efter ett år för att ingå äktenskap med sin kusin John Knox, men förblev en övertygad feminist. Hon var verksam inom Ladies' Sanitary Association och ägnade sig åt att till kvinnor sprida kunskaper om nödvändigheten av hygien och hälsovård. Hon var även medlem av Langham Place Group, vilken arbetade för att förbättra kvinnornas ställning genom anställning, utbildning och lagändringar.